# Каролін Жуїсс
Каролін Жуїсс (фр. Caroline Jouisse, 26 травня 1994) — французька плавчиня. Бронзова медалістка Чемпіонату Європи на відкритій воді 2016 року на дистанції 25 кілометрів.